# Die Bergung des Leichnams des heiligen Markus
Die Bergung des Leichnams des heiligen Markus ist der Titel eines Gemäldes des venezianischen Malers Jacopo Tintoretto aus den Jahren 1562 bis 1566. Es hängt in den Gallerie dell’Accademia (Galerien der Akademie) in Venedig. Die nebenstehende Abbildung zeigt den Zustand des Werkes nach der Mitte des 20. Jahrhunderts erfolgten Restaurierung, durch die ein übermalter Scheiterhaufen im Hintergrund wieder sichtbar gemacht wurde.
Im Jahr 1562 beauftragte Tommaso Rangone, Hochmeister der Scuola Grande di San Marco in Venedig, Jacopo Tintoretto, mit der Darstellung der Wunder des heiligen Markus für die Ausschmückung der Räumlichkeiten der Scuola. Neben der Bergung entstanden außerdem Die Auffindung des Leichnams des heiligen Markus (Pinacoteca di Brera, Mailand) sowie Die Rettung eines Sarazenen.
Dass Markus und seine Wunder Thema der Gemälde sind, lässt sich durch seinen Status als Stadtpatron Venedigs und durch seine Funktion als Titelheiliger der Scuola begründen.

## Bildbeschreibung und Deutung
Die Bergung zeigt eine Episode der Legende vom Martyrium des Evangelisten Markus im heidnischen Alexandria im Jahre 62. Dargestellt ist der Moment, als die Christen während eines plötzlich aufkommenden Gewittersturms sich seines Leichnams bemächtigen, nachdem ihn die Heiden bereits auf den Scheiterhaufen gelegt hatten.

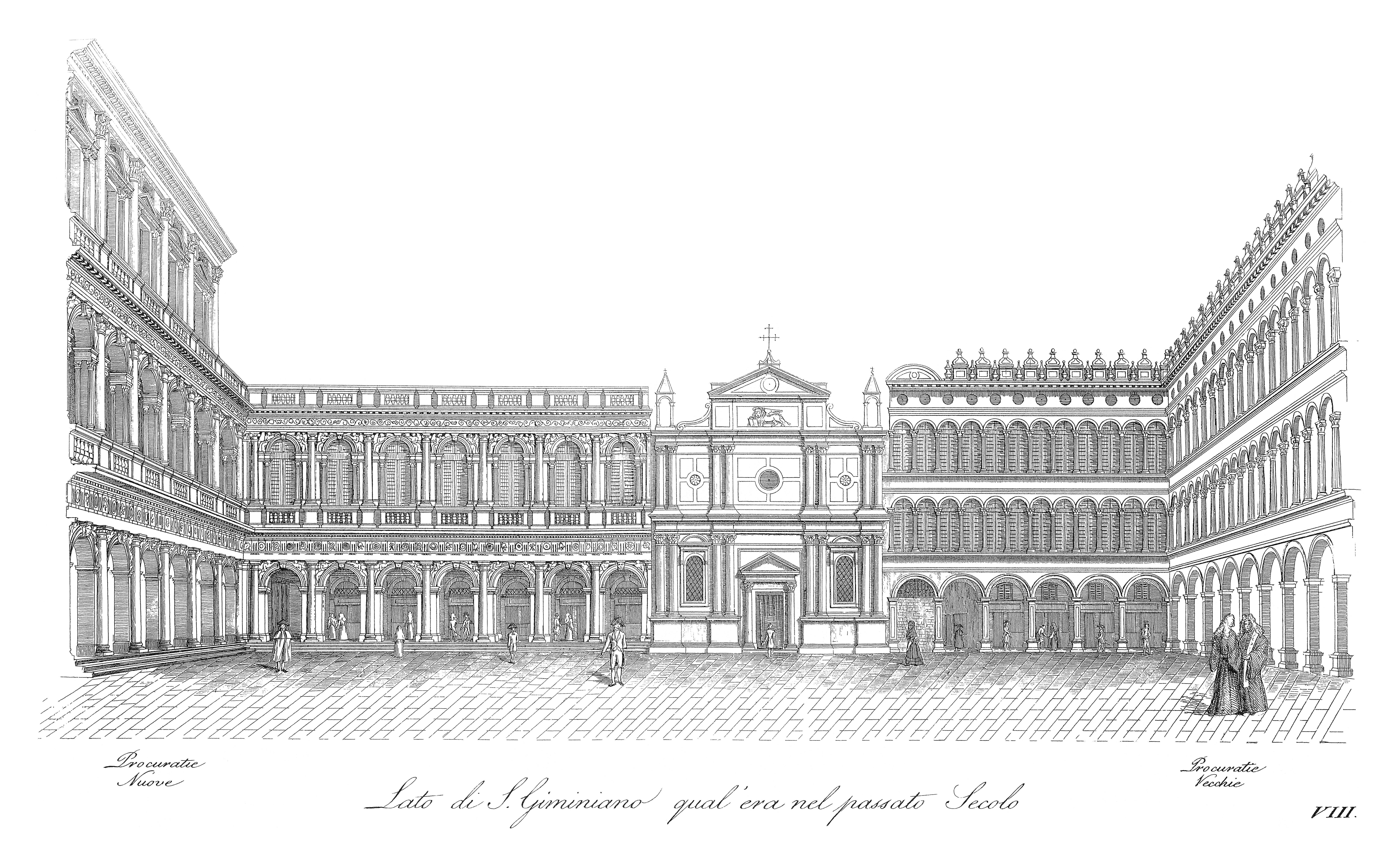
Der Markusplatz mit der ehemaligen Kirche San Geminiano (Dionisio Moretti, 1831)

Im Vordergrund sieht man eine Gruppe von sieben Personen und ein Kamel, die sich auf einem weit in die Tiefe reichenden Platz befinden, der von Architektur umschlossen ist. Laut Legende befindet sich dieser Platz in Alexandria, er erinnert aber an den Markusplatz in Venedig und trägt auch die charakteristische venezianische Pflasterung aus Ziegelstein und istrischem Kalkstein. Es handelt sich um eine, dem Markusplatz nachempfundene Phantasiearchitektur: Der heidnische Tempel im Hintergrund ist eine überhöhte und ausgeschmückte Abwandlung der 1807 abgerissenen Kirche San Geminiano und der Palast links eine Mischung aus den Alten Prokuratien und der Biblioteca Marciana. Links im Mittelgrund flüchten Menschen in hellen Gewändern in die Arkaden des Palastes, um sich vor dem Gewitter zu schützen. An der Stirnseite des Platzes sieht man frontal den Tempel, vor dem ein großer Reisighaufen zu erkennen ist. Über den weißen Gebäuden hebt sich kontrastreich  ein tief dunkler, von Wolken besetzter und Blitzen durchzuckter Himmel ab, der von leicht Rosa bis hin zu Blutrot gefärbt ist.
Die Personen rechts im Vordergrund, die den leblosen Körper des heiligen Markus tragen, sind die Christen, die den Heiligen forttragen, um ihn beizusetzen. Der Leib des Toten bildet eine diagonale Achse, so dass der Eindruck entsteht, dass die Personen sich mit ihrer Last aus dem Bild hinausbewegen. Links neben ihnen erkennt man zwei am Boden liegende Personen, von denen die eine den Zügel des Kamels, die andere ein großes Tuch festhält. Zügel und Tuch bilden Parallelen zu den Fluchtlinien der Architektur; das links aus dem Bild wehende Tuch betont die Achse der Flüchtenden und verstärkt deren Bewegung in Windeseile. Der gestürzte Kameltreiber erinnert an die Todesart des Märtyrers.
Die Bildthematik entspricht in ihrer Ausführung der Legenda Aurea. Dort wird beschrieben, wie Markus, der Evangelist, an einem Seil zu Tode geschleift wurde. Kurz darauf folgt eine Passage, die das Bildgeschehen in Tintorettos Gemälde treffend beschreibt:«Nun wollten die Heiden ihn verbrennen. Aber siehe, da rauschte es in den Lüften, und fuhr Hagel hernieder, und rollten die Donner und zuckten die Blitze, also dass jedermann zu entrinnen trachtete, und ließen den heiligen Leib unversehrt liegen. Da nahmen ihn die Christen und bestatteten ihn in der Kirche mit großer Würdigkeit»

## Geschichte

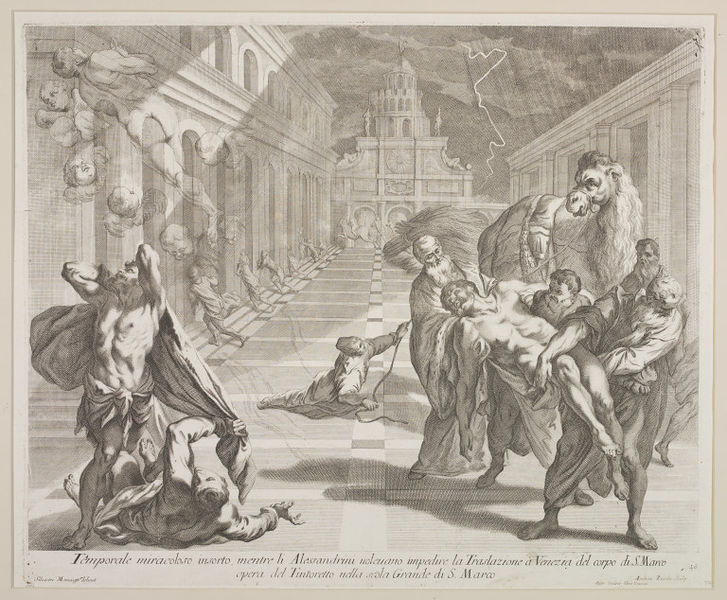
Dieser Druck zeigt den ursprünglichen Zustand (17. bis 18. Jh.)
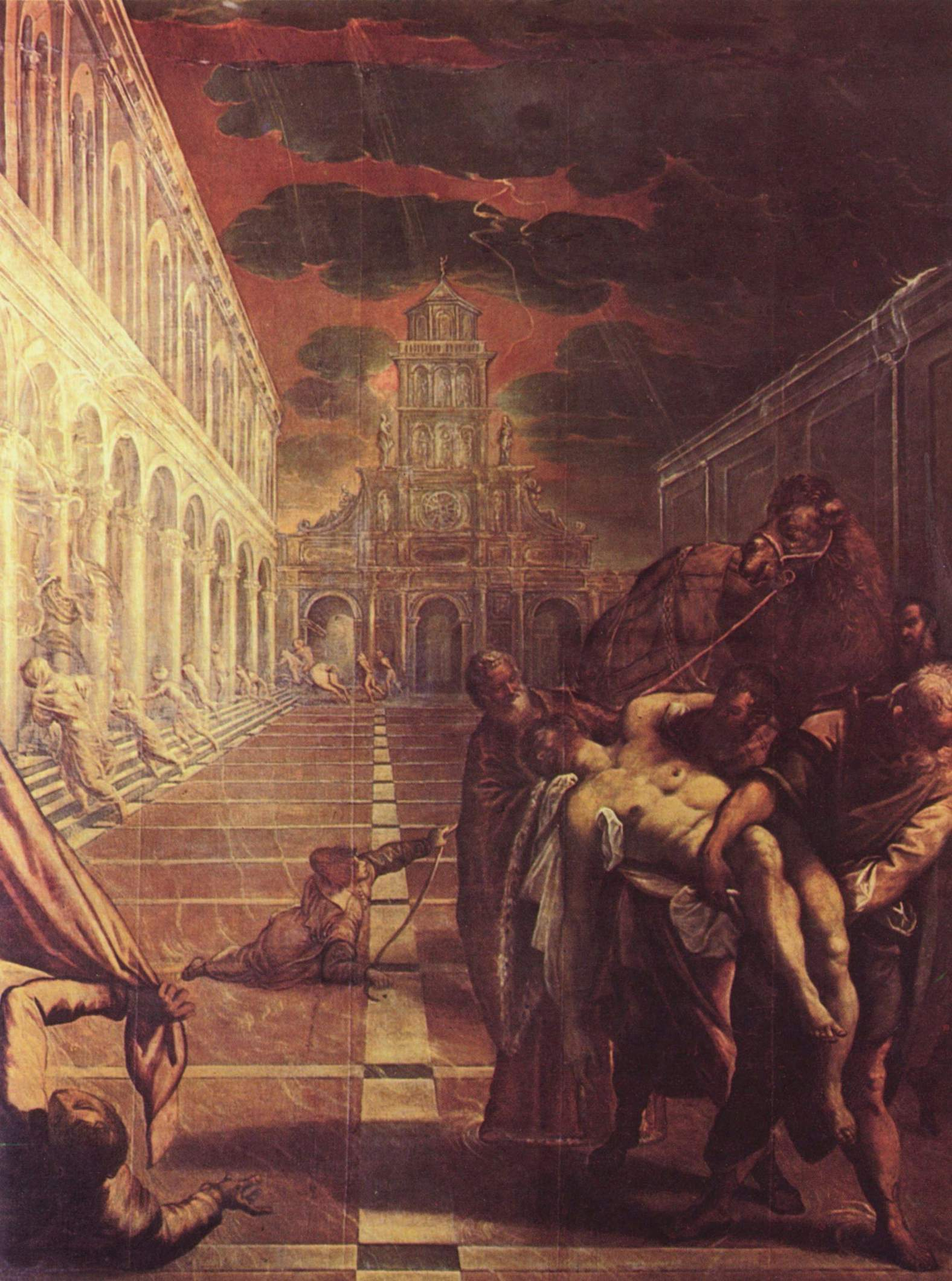
Vor der Restaurierung mit den Übermalungen aus dem 19. Jahrhundert

Das Gemälde befand sich bis ins frühe 19. Jahrhundert in der Scuola und als diese unter Napoleon geschlossen wurde, in der Biblioteca Marciana. Dort wurden gravierende Veränderungen vorgenommen: Man hat das Gemälde links und rechts beschnitten, am oberen und unteren Bildrand Bildfläche angefügt und den Scheiterhaufen im Bildhintergrund übermalt. Nun ließ sich das Motiv auch als Überführung der Markusreliquie durch venezianische Kaufleute im Jahr 828 von Alexandria nach Venedig deuten. Vorher konnte man in der oberen linken Bildecke noch die zum Himmel aufsteigende Seele des Heiligen erkennen. Dargestellt wurde sie durch einen, dem leblosen Markuskörper nachempfundenen Akt, der in seiner Schräglage die Richtung des getragenen Heiligen wieder aufnahm. Unter ihm sah man zwei Heiden, einer davon am Boden liegend, die sich um ein schützendes Tuch stritten. Kopf und Oberkörper des einen kann man noch heute in der linken unteren Bildecke erkennen. Bei einer Restaurierung 1959 wurde der Scheiterhaufen wieder sichtbar gemacht. Ein 28 cm breiter Stoffstreifen, der links abgeschnitten und oben angefügt worden war, erwies sich als zu beschädigt um wieder angefügt zu werden, so ist die Figur des stehenden Heiden verloren.

### Die besondere Stellung des Auftraggebers im Bild

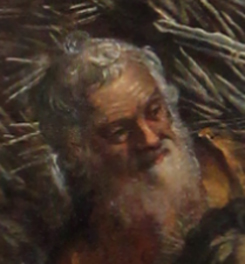
Der Auftraggeber

Da die Scuola sich weigerte, ihrem Vorsteher Rangone als Gegenleistung für die Spende ein Denkmal an der Fassade zu errichten, ließ er sich in dieses und auch in zwei andere Gemälde des Zyklus hineinmalen.  Er befindet sich als Figur fast im Mittelpunkt des Gemäldes, als der Mann, der den Kopf des Heiligen stützt. Er sticht aber nicht nur wegen seiner zentralen Position aus dem Bild heraus, sondern auch, weil er eine edle Toga trägt, die ihn von den anderen Figuren im Bild unterscheidet. Zwar war es üblich Mitglieder der Scuole in Gemälde zu integrieren, meist jedoch unauffällig und in Gruppen. Rangone bildet somit eine Ausnahme. Dies sorgte für Ärger: 1573 forderten die Brüder ihren ehemaligen Vorsteher auf, die Gemälde zurückzunehmen, was dieser ablehnte. Stattdessen erhielt sie nun Tintoretto wieder, um  sie auf eigene Kosten zu übermalen. Er schickte sie allerdings 1577 ohne Änderungen zurück.